# Particule modale
En linguistique, les particules modales sont des particules (donc des mots invariables), utilisées surtout dans le langage parlé, qui permettent d'exprimer une modalité ou attitude du locuteur ou du narrateur, en modifiant le sens de la forme verbale.

## Langues concernées
L'allemand, le néerlandais et l'indonésien parlés sont des exemples de langues qui font un usage abondant de particules modales. Leur usage dans la langue écrite peut être considéré comme stylistiquement maladroit, mais peut se justifier dans quasiment n'importe quelle sorte de texte et donc être considéré comme normal.
Le grec et le japonais, entre autres, possèdent également des particules modales, alors que l'anglais ou le français utilisent surtout d'autres moyens d'expression, telles que l'intonation. Les particules modales peuvent ici servir également au marquage du focus de la proposition.
En français, le mot « quoi » à la fin d'une phrase dans la langue parlée est une sorte de particule modale.
Le chinois mandarin, qui est une langue à tons, est très dépendant des particules modales. Le fait de modifier l'intonation d'une phrase peut en changer le sens, mais il est possible d'ajouter à la fin de la phrase diverses particules destinées à exprimer le registre émotionnel.

## Fonction des particules modales
Les particules modales sont souvent considérées à tort comme des mots vides. Les véritables mots vides sont superflus dans un texte ; les particules modales, en revanche, ne peuvent être ignorées sans que le sens général de la phrase n'en soit significativement modifié.
Les particules modales possèdent presque toujours des homonymes relevant d'autres classes de mots. Leurs fonctions sont variées, portant essentiellement sur l'attitude du locuteur ou le registre émotionnel. Dans la mesure où elles expriment un sens externe à la proposition, elles sont considérées comme des outils métalinguistiques.
Le sens d'une particule modale doit généralement s'appréhender en fonction du contexte, même s'il peut se déduire du sens des homonymes correspondants. La modalité étant souvent considérée à tort comme quelque chose de subjectif, par opposition à la grammaire objective d'une langue, on peut avoir l'impression que les particules modales pourraient être supprimées, sans que le sens de la phrase n'en soit modifié ; mais en réalité, l'orientation qu'elles donnent au sens d'une phrase est partie intégrante du sens de cette phrase.

## Les particules modales en allemand
Comme exemples de particules modales en allemand (l'usage pouvant varier selon les dialectes), on peut mentionner :
- ja dans Ich bin ja vorhin schon einmal da gewesen (= comme tu le sais peut-être / comme je t'en informe maintenant)
- doch dans Ich bin doch vorhin schon einmal da gewesen. (= comme tu devrais le savoir)
- halt in Ich bin halt vorhin schon einmal da gewesen. (= pour que tu le saches enfin)
- vielleicht dans Ich bin vielleicht ein Tollpatsch (= il est difficile de réaliser à quel point je suis maladroit)
- mal in Vielleicht kannst du das mal machen. (= vas-tu te décider à le faire, faudra-t-il attendre longtemps encore)
- schon in Was kann ich schon dafür (= je suis vraiment le moins concerné)
- gell (= hein, d'accord, n'est-ce pas) ;
- freilich (= tout à fait, bien sûr)
- denn (= indique un intérêt particulier, comme dans : Was ist das denn ?)
- eh (remplace de plus en plus sowieso = en tout cas, de toute façon)
- halt (remplace de plus en plus eben = justement, tiens)
- eben (Dann musst du eben morgen wieder kommen)
- fei (marque dans le dialecte bavarois de l'allemand supérieur une nuance de la part du locuteur, qui n'est pas marquée en haut-allemand courant (= attention ! au cas où tu ne le saurais pas encore, fais attention à ce que je vais te dire : Des is fei wichtig!)

## Les particules modales en français
- ben (souvent utilisé à l'oral pour marquer l'hésitation, l'incertitude, ou l'accord implicite: "Ben, je ne sais pas." ou "Ben oui, d'accord.")
- donc (pour exprimer une conclusion logique ou une évidence, souvent de manière familière: "Il pleut, donc on ne va pas sortir, donc.")
- hein (pour demander une confirmation, souvent de manière informelle: "Tu viens, hein ?")
- juste (pour atténuer une affirmation ou une action: "Je suis juste un peu fatigué.")
- là (pour insister sur un point, ou marquer une transition, souvent à l'oral: "Alors là, je ne sais pas quoi faire.")
- seulement, simplement (ajoutent une nuance de restriction ou de limitation: "Je suis seulement fatigué." ou "C'est simplement pour vous aider.")
- tout de même (similaire à "quand même", mais avec une légère nuance de concession: "Tout de même, il a réussi à finir le travail.")
- un peu (pour atténuer une quantité ou une intensité: "J'ai un peu faim.")
- quand même (exprime la persévérance, l'acceptation malgré tout, ou l'insistance: "Je vais quand même y aller.")
- quoi (à la fin d'une phrase, pour marquer l'interrogation ou l'étonnement, parfois de manière familière: "Il est parti, quoi ?")

## Sources
- (de) Cet article est partiellement ou en totalité issu de l’article de Wikipédia en allemand intitulé « Modalpartikel » (voir la liste des auteurs).